# Manuel Fernández Castrillón
Manuel Fernández Castrillón (1780 - 21 de abril de 1836) foi um major-general no exército mexicano do século XIX. Ele era amigo íntimo do general e presidente mexicano Antonio López de Santa Anna. Castrillón participou da Batalha do Álamo.